# BLOB
Um blob (do inglês: Binary Large OBject, basic large object, BLOB ou BLOb, que significa objeto grande binário ou objeto grande básico na tradução literal), é uma coleção de dados binários armazenados como uma única entidade em um sistema de gerenciamento de banco de dados. Blobs geralmente são objetos de imagem, áudio ou outro objetos multimedia, apesar de algumas vezes código binário executável ser armazenado como um blob. O suporte de blobs por bancos de dados não é universal.
Blobs eram originalmente apenas pedaços amorfos de dados inventados por Jim Starkey na DEC, que os descreve como "a coisa que comeu Cincinnati, Cleveland ou qualquer outra coisa". Posteriormente, Terry McKiever, uma pessoa de marketing para Apollo, sentiu que era necessário ser um acrônimo e inventou o retroacrônimo Básico Large Object. Então a Informix inventou um retroacrônimo alternativo, Binary Large Object.
"Blob" foi originalmente usado como um termo para movimentação de grandes quantidades de dados de um banco para outro, sem filtros ou correção de erros. Isso acelerou o processo de transferência de dados, colocando a responsabilidade pela verificação de erros e filtragem no novo host para os dados. O ato de mover grandes quantidades de dados foi chamado de "blobbing". Isto aconteceu devido a imagem de alguém agarrando punhados de material de um recipiente e colocando-o em outro sem levar em conta o que estava no "blob" que eles foram agarrar.
O tipo de dados e a definição foi introduzido para descrever os dados não originalmente definidos em sistemas de banco de dados tradicionais de computador, principalmente porque era muito grande para armazenar praticamente no momento em que o campo de sistemas de banco de dados foi a primeira a ser definida em 1970 e 1980. O tipo de dados tornou-se prático quando o espaço em disco tornou-se menos custoso. Essa definição ganhou popularidade com o DB2 da IBM.
BLOBs têm diversas utilidades mas o uso mais frequente é a armazenagem de dados em bancos de dados. Normalmente os bancos de dados provêm suporte para diversos tipos básicos de informação como strings, números, datas, e outros, para que o banco possa conter dados que não estão cobertos neste suporte estes dados são armazenados como um BLOB.